# Zwitserse Gereformeerde Kerken
De Zwitserse Gereformeerde Kerken (Duits: Evangelisch-reformierte Kirchen der Schweiz - evangelisch-gereformeerde kerken van Zwitserland) zijn kantonale regionale kerken in Zwitserland die ontstonden tijdens de Reformatie. De kerken hebben in totaal zo'n 2,4 miljoen leden verdeeld over 980 kerken met circa 1500 predikanten. Het aantal actief praktiserenden is niet bekend.
Ze zijn historisch gebaseerd op de leer van Huldrych Zwingli en Johannes Calvijn; de Duitstalige kerken zijn meer beïnvloed door Zwingli, de Franstalige meer door Calvijn. Sinds het einde van de 19e eeuw zijn de protestantse gereformeerde kerken in Zwitserland echter grotendeels beïnvloed door het vrijzinnig protestantisme (Duits: Liberale Theologie) en hebben ze niet langer een bindende geloofsbelijdenis.
In 1920 sloten de kantonale kerken zich aaneen in de Schweizerischer Evangelischer Kirchenbund. Dit Verbond van Kerken neemt internationaal aan oecumenische organisaties deel. De breuk met de Lutherse kerken werd in 1973 met de Concordie van Leuenberg gladgestreken.

## Leer en confessie
De kerken zien zich als niet-belijdend. De geloofsbelijdenis van de vroegere kerk heeft in de meeste kerkgemeenschappen in Zwitserland geen plaats meer in de liturgie.
Er is geen officiële confessionele leer. In de begintijd van de protestantse kerk in Zwitserland heeft men echter tijd en moeite gestoken in het formuleren van een uitgewerkte belijdenis. De Tweede Helvetische Belijdenis van 1561 (gedrukt in 1566) werd door alle protestantse kerken van Duitstalig Zwitserland, uitgezonderd Bazel, aangenomen. Daarna werd deze belijdenis ook in Genève, Schotland, Polen, Oostenrijk en Hongarije gebruikt. In een volgende versie werd ook de Züricher catechismus van 1639 opgenomen, die veel lijkt op de Heidelbergse Catechismus van 1563.
Rond het midden van de 19e eeuw ontstond in de Duitstalige protestantse kerken van Zwitserland een nieuwe discussie over de belijdenis. Liberale theologen wezen de Apostolische Geloofsbelijdenis af als te algemeen verplichtend. In 1868 werd in Zürich een vernieuwde liturgie ingevoerd, in Thurgau werd in 1874 tot afschaffing van de Apostolische belijdenis beloten, wat tot afsplitsing van een Freie Evangelische Gemeinden in der Schweiz leidde. In die jaren kwam het ook in Bern en Bazel tot stevige discussies. Het theologisch liberalisme zette zich in het Duitstalig deel door, rond 1880 was de Apostolische belijdenis in de meeste kerken niet meer verplicht. Het is toegestaan anders geformuleerde belijdenissen voor te lezen in de diensten, of deze geheel achterwege te laten.
De meeste bijbehorende kerken hebben een liberale signatuur, waarbij een evangelische minderheid bestaat.
De deelname van vrouwen aan de uitoefening van kerkelijke ambten wordt sinds de jaren 1960 in alle kerken toegepast.
In een aantal kantons is sinds de jaren 1990 inzegening van het homo-huwelijk mogelijk. Hiertegen bestaat echter ook weerstand.
De kerkdienst is niet gebonden aan een bepaalde vorm; belangrijke facetten zijn de liederen en prediking, de doop en het avondmaal. Hoewel er geen verplichte liturgie meer is, zijn er per kanton liturgieën ontwikkeld, bijvoorbeeld de Zürcher Liturgie van 1969, die ook in het Gesangbuch der Evangelisch-reformierten Kirchen der deutschsprachigen Schweiz is opgenomen.
De doop wordt gewoonlijk aan kinderen bediend maar het kan ook op latere leeftijd; het is geen voorwaarde om lid te kunnen zijn, evenmin als het doen van belijdenis. Het aantal dopelingen nam af van 40.000 in 1960 tot 14.500 in 2012. 
Het Avondmaal wordt ter gedachtenis op kerkelijke feestdagen gehouden; naar plaatselijk gebruik kan het ook bij andere gelegenheden plaatsvinden.
Vanaf 2006 wordt opnieuw het doel nagestreefd een geloofsbelijdenis te formuleren die door alle leden geaccepteerd kan worden. Onder leiding van Matthias Krieg heeft een initiatiefgroep hieraan gewerkt. In 2009 dienden ze een concept-werkboek in en adviseerden ze de Kirchenbund om een consultatie te starten onder de aangesloten kerken. De eerste discussieronde over herinvoering van een belijdenis heeft in de daaropvolgende jaren plaatsgevonden.

## Organisatie

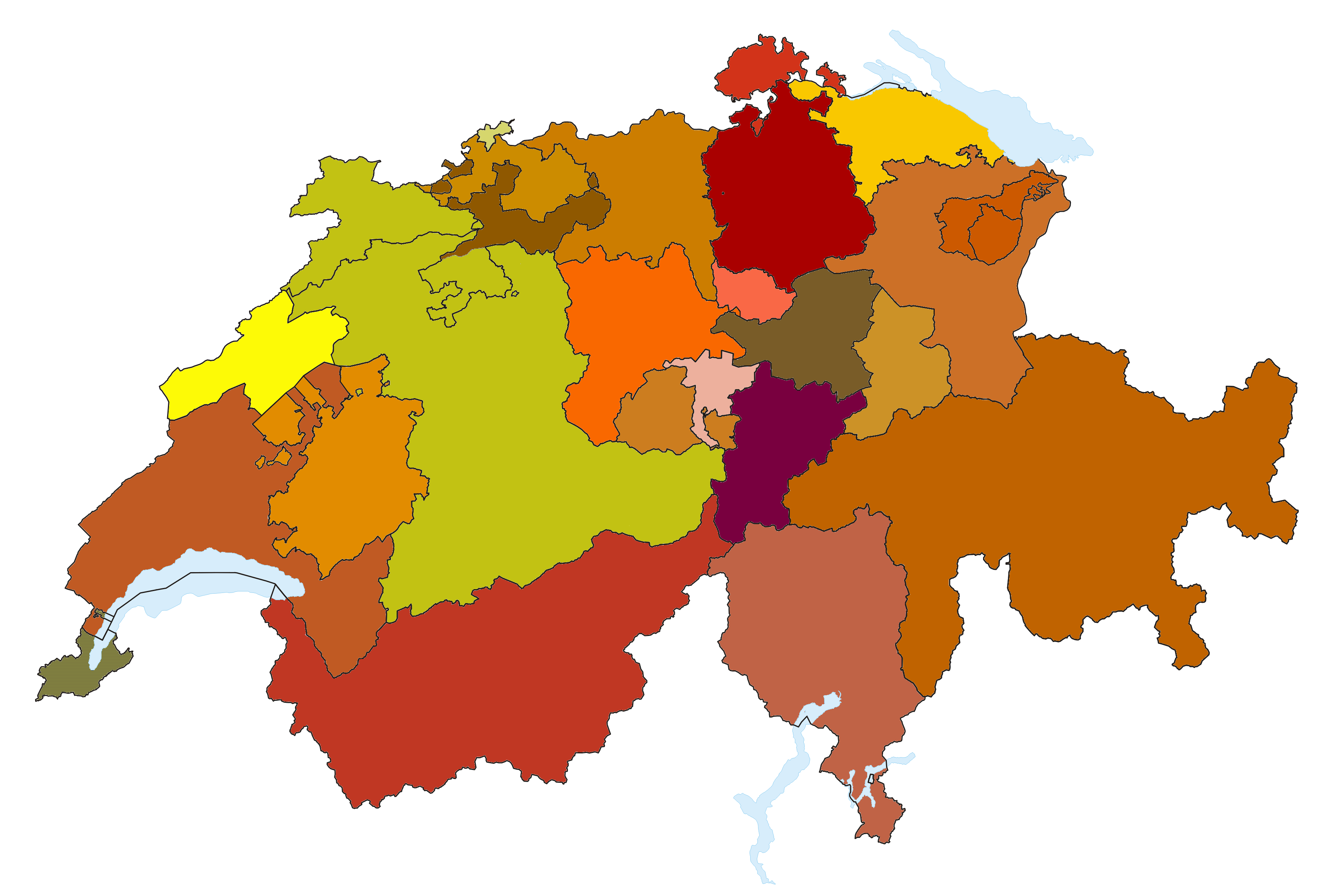
De reformierten Landeskirchen der Schweiz, ingedeeld naar kantons

Predikant en kerkenraad worden gekozen door de leden van de plaatselijke kerkgemeente. De leden van de kantonale synode worden vanuit de kerkgemeenten gekozen, twee tot zeven per gemeente, afhankelijk van de grootte ervan. De Schweizerischen Evangelischen Kirchenbund, waarbij de kantonale kerken zijn aangesloten, overkoepelt het geheel. 
De plaatselijke gemeenten zijn financieel zelfstandig, predikant en kerkenraad hebben de leiding. Belangrijke besluiten worden in een vergadering met alle gemeenteleden genomen.
Een bijzonder fenomeen in de van oorsprong protestantse kantons is de binding van de kerk met de staat. Bij protestantse kerken is dat ongebruikelijk. Een aantal kerken zijn in de tijd van de Reformatie door een besluit van de stadsraad ontstaan, die het volk achter zich wist en zich actief voor de reformatie inzette. Kerk en Staat werden niet als twee aparte domeinen gezien, meer als een symbiose. Indien nodig konden en moesten predikanten en regering elkaar corrigeren. Bij de synode van Bern in 1532 werd dat reeds vastgelegd. 
Omdat in Zwitserland kerkelijke zaken op kantonaal niveau worden geregeld, heeft elk kanton een eigen wettelijk kader voor de verhouding tussen kerk en staat (kanton). Dit kan variëren van door het kanton betaalde predikanten tot volledige scheiding van kerk en kanton. Daarbij gaat de tendens in de richting van een toenemende loskoppeling.